# Dino Zandegù
Dino Zandegù (Rubano, Pàdua, 31 de maig de 1940) és un ciclista italià, ja retirat, que fou professional entre 1964 i 1972.
Durant la seva carrera amateur aconseguí èxits importants, com ara el Campionat del Món de Ciclisme de Contrarellotge per equips de 1962 i el Campionat d'Itàlia de persecució per equips de 1963. Com a professional els seus èxits més destacats foren la victòria a la primera edició de la Tirrena-Adriàtica, el 1966, el Tour de Flandes de 1967 i sis etapes al Giro d'Itàlia.
Una vegada retirat va dirigir diversos equips entre 1973 i 1999.

## Palmarès
- 1961
  - 1r a l'Astico-Brenta
- 1962
  -  Campió del món en contrarellotge per equips (amb Mario Maino, Antonio Tagliani i Danilo Grassi)
- 1965
  - 1r del Giro de Romagna
- 1966
  - 1r a la Tirrena-Adriàtica i vencedor d'una etapa
  - Vencedor de 2 etapes al Giro d'Itàlia
  - Vencedor d'una etapa al Giro de Sardenya
- 1967
  - 1r al Tour de Flandes
  - 1r al Trofeu Matteotti
  - 1r al Giro de Campània
  - Vencedor d'una etapa a la Tirrena-Adriàtica
  - Vencedor de 2 etapes al Giro d'Itàlia i  1r de la Classificació per punts
- 1968
  - 1r al Trofeu Masferrer
  - 1r al Circuit de Cotignola
  - Vencedor d'una etapa a la Volta a Catalunya
  - Vencedor de 3 etapes al Giro de Sardenya
- 1969
  - 1r al Trofeu Masferrer
  - 1r al Giro de Romagna
  - 1r al Trofeu Jaumendreu (etapa de la Setmana Catalana)
  - 1r al Trofeu Dr Assalit (etapa de la Setmana Catalana)
  - 1r al Trofeu Juan Fina (etapa de la Setmana Catalana)
  - Vencedor d'una etapa a la Volta a Catalunya
  - Vencedor d'una etapa al Giro de Sardenya
  - Vencedor d'una etapa de la París-Niça
- 1970
  - Vencedor d'una etapa a la Volta a Suïssa
  - Vencedor d'una etapa al Giro d'Itàlia
  - Vencedor d'una etapa al Tour de Romandia
- 1971
  - Vencedor d'una etapa al Giro d'Itàlia
  - Vencedor de 2 etapes del Tour de la Nova França
- 1972
  - Vencedor de 2 etapes del Tour de la Nova França

### Resultats al Giro d'Itàlia
- 1964. 73è de la classificació general
- 1965. 29è de la classificació general
- 1966. 11è de la classificació general. Vencedor de 2 etapes
- 1967. 18è de la classificació general. Vencedor de 2 etapes.  1r de la Classificació per punts
- 1969. 27è de la classificació general
- 1970. 60è de la classificació general. Vencedor d'una etapa
- 1971. 52è de la classificació general. Vencedor d'una etapa
- 1972. Abandona

### Resultats a la Volta a Espanya
- 1968. Abandona
- 1972. Abandona

### Resultats al Tour de França
- 1969. 36è de la classificació general